# Chrysotus monticola
Chrysotus monticola är en tvåvingeart som beskrevs av Negrobov och Maslova 1995. Chrysotus monticola ingår i släktet Chrysotus och familjen styltflugor.
Artens utbredningsområde är Ukraina. Inga underarter finns listade i Catalogue of Life.